# Trichomanes fontanum
Trichomanes fontanum là một loài thực vật có mạch trong họ Hymenophyllaceae. Loài này được Lindm. miêu tả khoa học đầu tiên năm 1903.